# خط ۸ متروی تهران
خط ۸ متروی تهران یکی از خطوط مترو طراحی شده جدید در شهر تهران است که ساخت آن از اسفند سال ۱۴۰۲ آغاز شده است. این خط هسته مرکزی تهران را به شکل حلقه U مانند پوشش می‌دهد.

## مسیر
خط ۸ مترو از جنوب شرق تهران در خیابان ابومسلم خراسانی واقع در محله مسعودیه آغاز و پس از عبور از جنوب هسته مرکزی شهر به سمت غرب تهران رفته و از آنجا به سمت شمال غرب و سپس پس از چرخش مجدد با عبور از شمال هسته مرکزی شهر به سمت شمال شرق در حوالی ایستگاه متروی سرسبز منتهی خواهد شد. این خط مترو پس از شروع در محله مسعودیه در ایستگاه دوم ضلع جنوب شرقی میدان بسیج (سه راه افسریه) با خط ۹ متروی تهران دارای ایستگاه مشترک می‌باشد و با عبور از بزرگراه بعثت، بزرگراه تندگویان، محدوده پادگان قلعه مرغی یا بوستان ولایت، محدوده شهرک شریعتی و عبدل آباد، سه راه آذری، بزرگراه آیت‌الله سعیدی، میدان فتح، بزرگراه یادگار امام، بزرگراه شیخ فضل‌الله نوری، بزرگراه جلال آل‌احمد، یوسف آباد، میدان آرژانتین، بزرگراه داریوش تا میدان رسالت؛ به‌صورت تقاطعی در ایستگاه متروی سرسبز از خط ۲ متروی تهران و خط ۹ متروی تهران خاتمه می‌یابد.

## ایستگاه‌ها
| ایستگاه‌ها                     | تقاطع‌ها |
| ----------------------------- | ------- |
| مسعودیه                       |         |
| میدان بسیج                    | خط ۹    |
| شهرک شهید بروجردی             |         |
| بعثت                          |         |
| فدائیان اسلام                 |         |
| پایانه جنوب                   |         |
| میدان بهمن                    |         |
| بوستان ولایت                  |         |
| شهرک شریعتی                   |         |
| شهید آیت الله سعیدی           |         |
| بهاران                        |         |
| یافت آباد                     |         |
| میدان بوتان                   |         |
| آذری                          |         |
| شهید بختیاری                  |         |
| شهید هاشمی                    |         |
| زنجان                         |         |
| دکتر حبیب‌الله                 |         |
| دانشگاه شریف                  |         |
| ستارخان                       |         |
| شهرک آزمایش                   |         |
| بوستان گفتگو                  |         |
| امیر آباد                     |         |
| کردستان                       |         |
| میدان سید جمال الدین اسدآبادی |         |
| بوستان ساعی                   |         |
| میدان آرژانتین                |         |
| مصلی امام خمینی               |         |
| بوستان بهشت مادران            |         |
| سید خندان                     |         |
| شهید صیاد شیرازی              |         |
| استاد حسن بنا                 |         |
| کرمان                         |         |
| میدان رسالت                   |         |
| سرسبز                         | خط ۹    |

## تقاطع با خطوط دیگر مترو
این مسیر مترو پس از شروع در محله مسعودیه در ایستگاه دوم ضلع جنوب شرقی میدان بسیج (سه راه افسریه) با خط ۹ متروی تهران دارای ایستگاه مشترک می‌باشد سپس با خط ۶ متروی تهران در ایستگاه مترو بعثت و ایستگاه مترو شهرک آزمایش متقاطع و در خط ۱ متروی تهران با ایستگاه مترو پایانه جنوب و ایستگاه مترو مصلای امام خمینی (ره) دارای ایستگاه تبادلی است. در خط ۳ متروی تهران در ایستگاه مترو شهرک شریعتی و ایستگاه متروی شهید صیاد شیرازی ایستگاه تبادلی دارد و بعدها با خط ۱۱ متروی تهران در محدوده عبدل آباد ایستگاه تقاطعی خواهد داشت و در خط ۴ متروی تهران با ایستگاه مترو دکتر حبیب‌الله و در خط ۲ متروی تهران با ایستگاه مترو دانشگاه شریف و ایستگاه مترو سرسبز متقاطع می‌شود و در خط ۷ متروی تهران در ایستگاه مترو بوستان گفتگو تقاطع دارد.